# Ectenopsis angusta
Ectenopsis angusta är en tvåvingeart som först beskrevs av Macquart 1847.  Ectenopsis angusta ingår i släktet Ectenopsis och familjen bromsar. Inga underarter finns listade i Catalogue of Life.